# Tizmith
Tizmith est une préparation algérienne originaire de Kabylie, à base de farine d'orge, d'huile d'olive et de caroube, qui se déguste essentiellement avec des figues sèches.
Dans la Kabylie de Collo et la région de Jijel, ce mets traditionnel porte le nom de zamitha. En berbère tasahlit, celui-ci est appelé thavsist.